# Kuvettu
Kuvettu là một thị trấn thuộc taluk Beltangadi, huyện Dakshin kannad, bang Karnataka, Ấn Độ.